# Коларец
Коларец (рум. Colareț) — село у повіті Мехедінць в Румунії. Входить до складу комуни Тимна.
Село розташоване на відстані 243 км на захід від Бухареста, 30 км на схід від Дробета-Турну-Северина, 66 км на захід від Крайови.

## Населення
За даними перепису населення 2002 року у селі проживали 207 осіб, усі — румуни. Усі жителі села рідною мовою назвали румунську.